# Svennebanan
Svennebanan er en sang, fremført og skrevet af den svenske rapper Promoe. Sangen er produceret af Magnus Lidehäll (Filthy i Afasi & Filthy). Teksterne handler om, hvordan svenske folk i almindelighed lever efter Promoe.
Svennebanan var et stort hit, ikke kun i Sverige, men også i udlandet i foråret og sommeren 2009. Siden sangen blev kendt, erstattede flere svenske journalister og mange bloggere erstattet navnet Svensson og svenne med Svennebanan.